# Manettia sonderiana
Manettia sonderiana är en måreväxtart som beskrevs av Herbert Fuller Wernham. Manettia sonderiana ingår i släktet Manettia och familjen måreväxter. Inga underarter finns listade i Catalogue of Life.